# Variétés régionales du français
 (décembre 2020).
Si vous disposez d'ouvrages ou d'articles de référence ou si vous connaissez des sites web de qualité traitant du thème abordé ici, merci de compléter l'article en donnant les références utiles à sa vérifiabilité et en les liant à la section « Notes et références ».

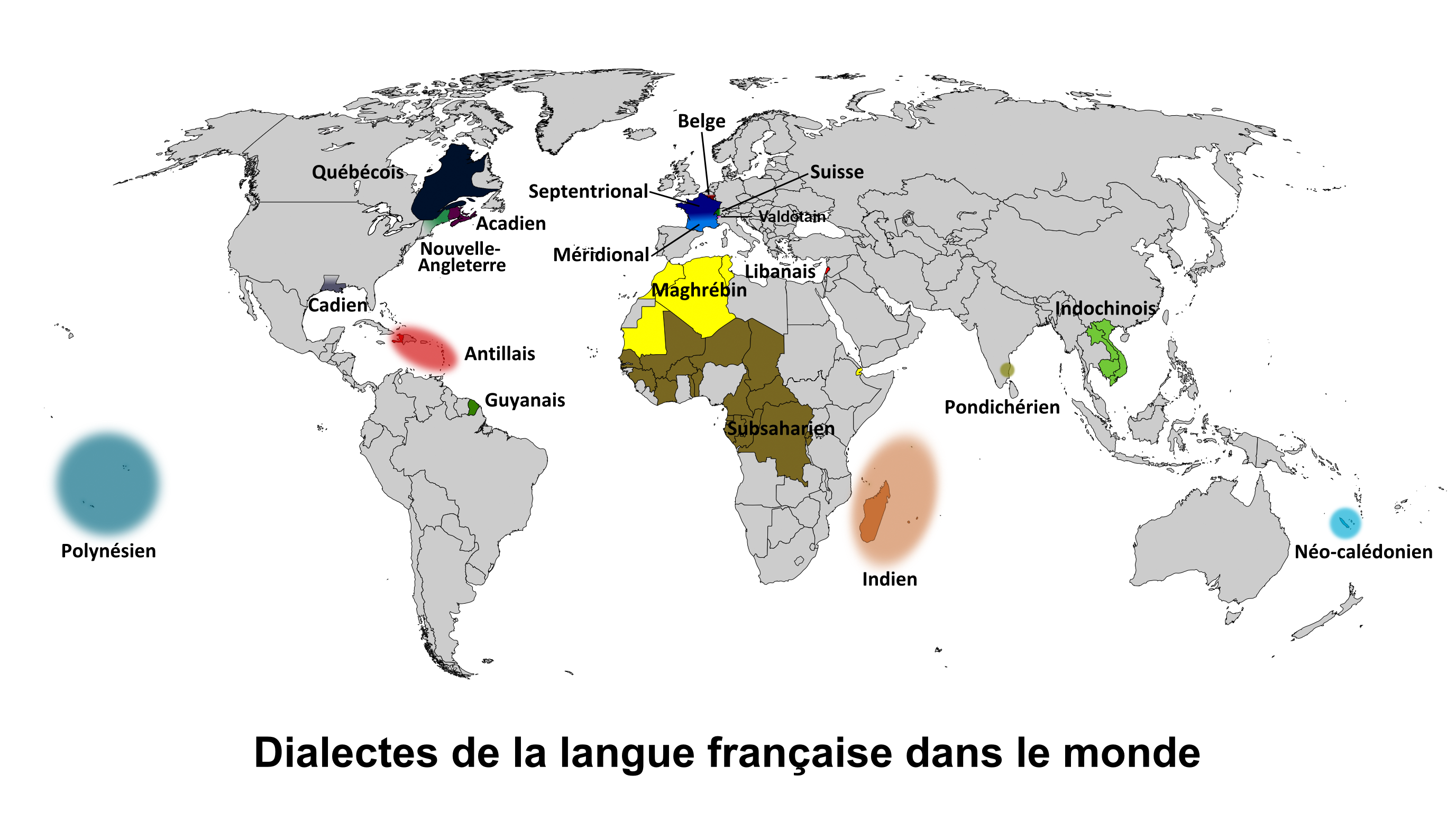

Les variétés régionales (et sociales) de la langue française sont ses nombreuses inflexions, tant en France, que dans le monde, qui ne sont pas seulement des accents, mais des déclinaisons différentes de la langue.

## En Afrique
En Afrique (ensemble des variétés du français) : 
- le français d'Afrique

### En Afrique du Nord (Maghreb)
- le français du Maghreb
- le français algérien
- le pataouète (en Algérie)
- Langue française au Maroc
- Langue française en Egypte

### En Afrique occidentale et centrale
- le français sénégalais
- le français populaire burkinabè
- le français de Côte d'Ivoire
- le français camerounais

## En Amérique

### AuCanadaet auxÉtats-Unis
- le français canadien (et Accents français régionaux du Canada)
  - le français terre-neuvien
  - le français québécois
    - le français montréalais
    - les québécismes

  - le français acadien
    - le français cadien
    - les acadianismes
    - le chiac

  - le français ontarien
  - le franco-manitobain
- Aux États-unis :
  - le français du Missouri
  - le français louisianais

### AuxAntilleset enAmérique du Sud
- le français haïtien (à ne pas confondre avec le créole haïtien)
- le français guadeloupéen (à ne pas confondre avec le créole guadeloupéen)
- le français guyanais (à ne pas confondre avec le créole guyanais)
- le français martiniquais (à ne pas confondre avec le créole martiniquais)

## En Asie
- le français du Cambodge
- le français de l'Inde
- le français du Laos
- le français du Liban
- le français du Viêt Nam

## En Europe

### EnBelgique
- le français de Belgique avec 
  - des belgicismes
  - des wallonismes
  - des flandricismes

### EnItalie
- le français valdôtain

### EnSuisse
- le français de Suisse
- le français fédéral
- les helvétismes

### ÀJersey
- le français de Jersey

### EnFrance
- tous les accents régionaux en France
- le français de France
- le français méridional, dont est issu également le parler marseillais
- le français d'Alsace
- le français de Corse
- le français de Bretagne
- le français de Franche-Comté
- le français de Lorraine
- le français régional de la Brie
- le français régional de Sologne
- le français régional de Touraine
- le parler gaga
- le parler lyonnais
- le parler savoyard
- le verlan
- l'argot
- les francismes
- les bretonnismes

## En Océanie
- En Nouvelle-Calédonie :
  - le français de Nouvelle-Calédonie

## Dans l'océan Indien
- le français réunionnais
- le français de l'île Maurice
- le français de l'île Rodrigue
- le français de Madagascar
- le français de Mayotte
- le français des Seychelles
- le taafien